# Ingenamina
La ingenamina es un pseudoalcaloide aislado de la esponja colectada en Nueva Guinea Xestospongia ingens. Presenta actividad citotóxica. [α]D = +62  (c, 0.14 en MeOH).

## Derivados
La keramafidina B es el desoxiderivado de la ingenamina. 